# Centenario della morte di Alessandro Volta

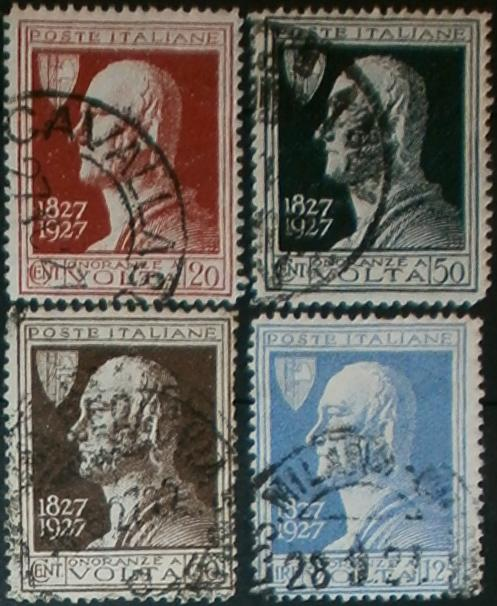
La serie completa, 1927.

La serie dedicata al centenario della morte di Alessandro Volta è una serie di francobolli del Regno d'Italia emessa per commemorare l'anniversario della morte del famoso fisico italiano nato a Como il 18 febbraio del 1745 e deceduto a Camnago Volta il 5 marzo del 1827. Tutti i valori della serie hanno come soggetto un busto marmoreo dello scienziato.
I quattro francobolli della serie, stampati in tipografia in fogli di 60(x4), sono stati emessi tutti in date differenti: il valore da 60 cent. è stato emesso il 17 marzo 1927, il valore da 20 cent. è stato emesso nel marzo 1927, il valore finale da 1,25 lire nell'aprile 1927, ed infine il valore da 50 cent. l'8 settembre dello stesso anno.
Esiste inoltre anche un raro francobollo da 20 centesimi stampato con colore violetto al posto del normale colore carminio il che ne aumenta notevolmente il valore di catalogo. Questi rari francobolli provengono da fogli stampati nel colore adottato per le colonie (in questo caso il violetto) ma mai sovrastampati per motivi non noti.

## Valori
- 20 Centesimi, carminio
- 50 Centesimi, ardesia
- 60 Centesimi, bruno
- 1,25 lire, azzurro oltremare